# Naëmi Wiede
Naëmi Wiede, född 3 februari 1895 i Alingsås, död där 24 oktober 1985, var en svensk målare.
Hon var dotter till affärsmannen Gottfried Mellgren och Ruth Hedengren, från 1918 gift med grosshandlaren Alexim Eugen Wiede samt mor till Sven Wiede. Hon studerade vid Valands målarskola och en kortare tid för Börge Hovedskou samt porträttmåleri för Saga Walli och Folke Hermelin och hon var dessutom privatelev till Tor Bjurström. Separat ställde hon ut flera gånger i Alingsås och tillsammans med sin son ställde hon ut i Falun 1964. Hon medverkade i Göteborgs konstförenings Decemberutställningar på Göteborgs konsthall och i olika samlingsutställningar i Göteborg och Alingsås. Hon var representerad i Västsvenska konstnärers utställning i Borås 1934. Hennes konst består av porträtt och blomsterstilleben utförda i olja eller akvarell. Wiede är representerad vid Alingsås museum.